# Sint-Berlindiskapel

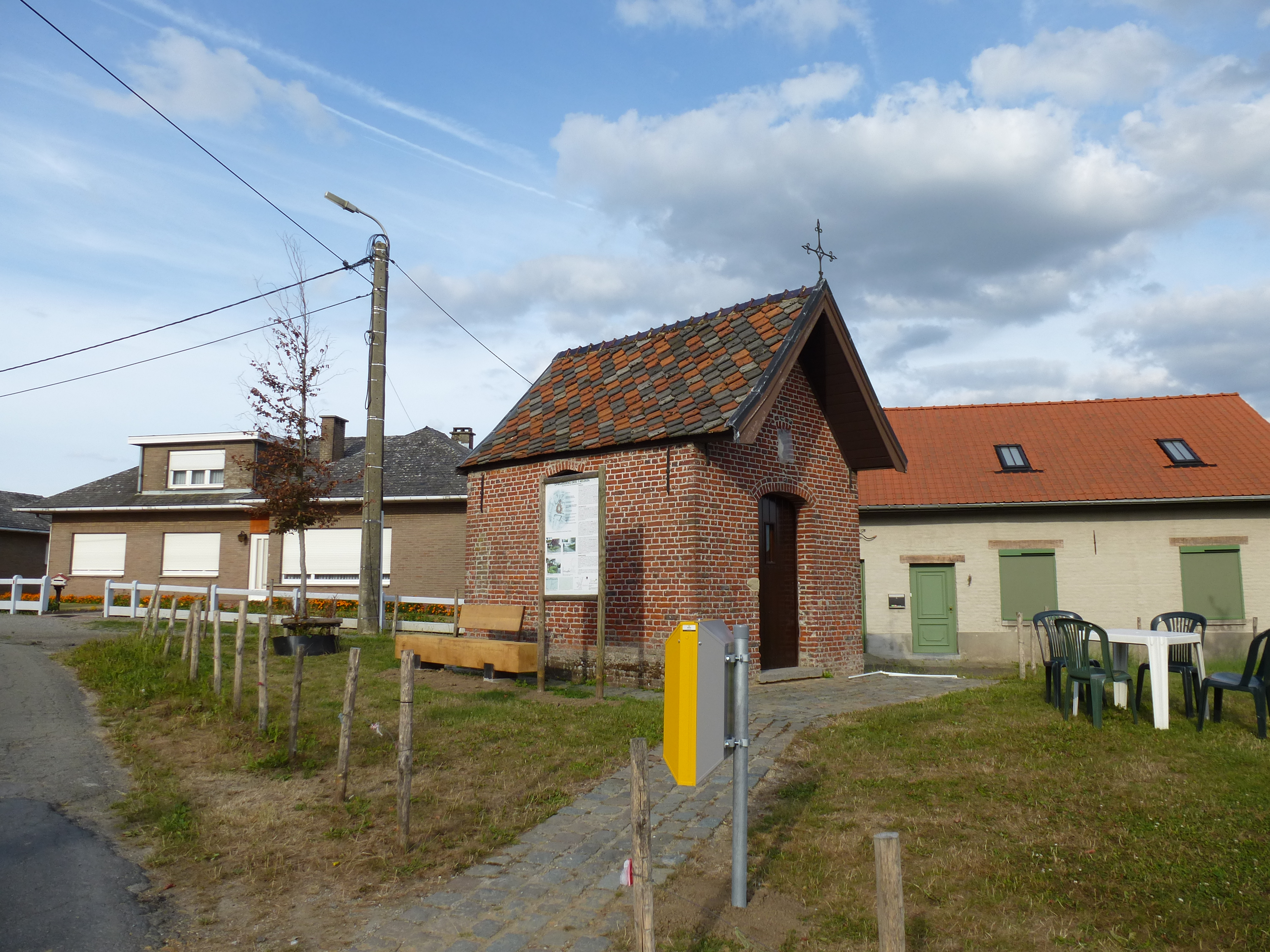
Zicht op de Sint-Berlindiskapel.

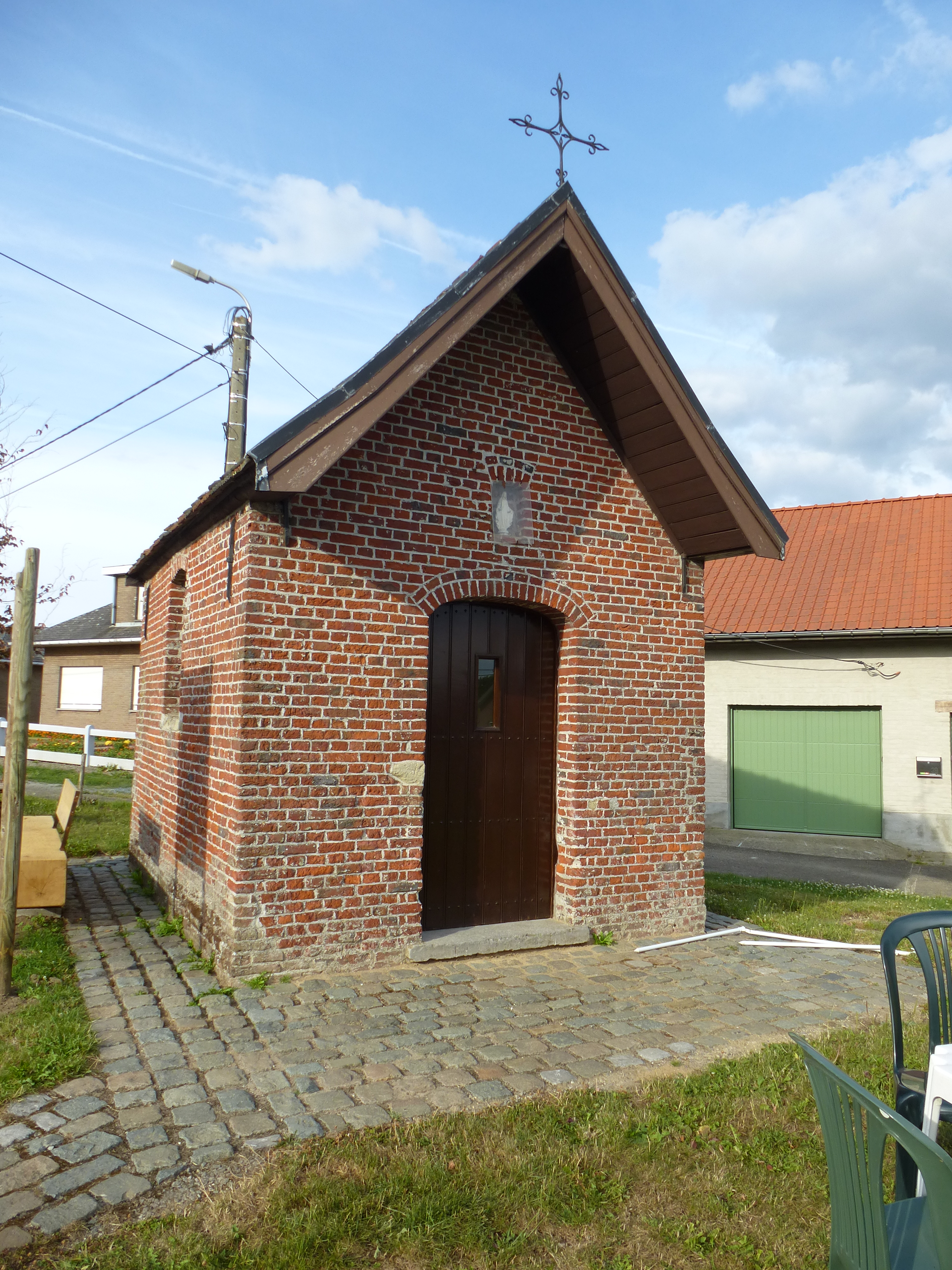
De Sint-Berlindiskapel.

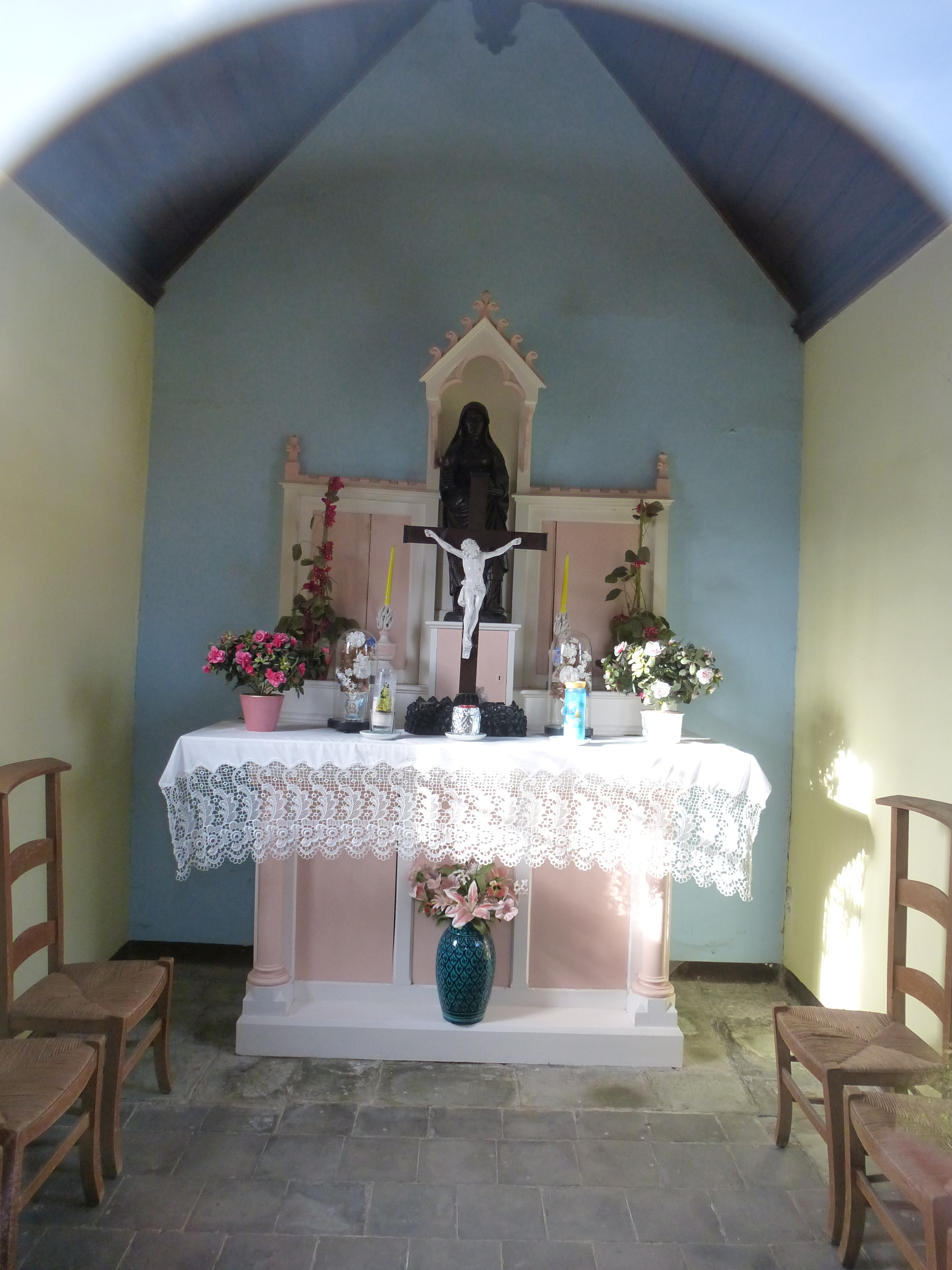
Interieur van de Sint-Berlindiskapel.

De Sint-Berlindiskapel is een kapel gelegen in het gehucht ’t Nelleken in de Vlaams-Brabantse deelgemeente Sint-Kwintens-Lennik. De kapel staat op een uithoek van de Dries ’t Nelleken, gevormd door de Oude Geraardsbergsestraat, de Moeilleweg en de Eizeringenstraat. Deze dries is sinds 14 juli 2010 beschermd als monument.

## Historiek
De kapel op de dries dateert van 1662 en is toegewijd aan de Heilige Berlindis. Sint-Berlindis werd wellicht in het begin van de 10e eeuw geboren in Meerbeke. Volgens een hagiografie uit de 11e eeuw onterfde haar melaatse vader haar nadat ze zijn beker schoonmaakte alvorens er zelf van te drinken. Berlindis bracht haar leven door in het klooster van Moorsel en Aalst en keerde pas terug naar Meerbeke na de dood van haar vader. Ze werd een regionale volksheilige die voornamelijk in de streek rond Ninove devotie genoot. Vooral landbouwers aanbeden haar voor hulp tegen veeziekten. Daarnaast is ze ook de beschermster van bomen. Wellicht werd de kapel om die twee redenen opgericht in de dries.
Doorheen de tijd werden aan de Sint-Berlindiskapel meermaals kleine en grote werken uitgevoerd. In 1994 vond er een grote restauratie plaats aan de kapel. In 2019 werd een beheersplan voor de gehele dries opgesteld.

## Architectuur
De betreedbare kapel is opgetrokken uit bakstenen met een metselwerk in kruisverband dat verstevigd is met muurankers. Het gebouwtje wordt bekroond met een zadeldak van oegstgeesterpannen. Op de nok staat een kruis met lelievormen aan de uiteinden. Aan de onderzijde van de overkraging bevindt zich een houten beplanking. De openingen en blindnissen hebben de vorm van een segmentboog. De ramen bestaan uit een houten kader met enkele beglazing die is afgeschermd met diefijzers. De kapel kan worden betreden via een plankendeur met christusnagels en arduinen dorpel. Boven de deur bevindt zich een gevelnis, alsook in de achtergevel.
Binnenin de kapel ligt een vloerbedekking bestaande uit tegels van blauwe hardsteen, gebakken aarde en Doornikse steen. De muren, alsook het altaar zijn geschilderd in pastelkleuren, terwijl het plafond is afgewerkt met beplanking. Centraal op het altaar pronkt een houten beeld van de Heilige Belindis met een beker in haar hand, verwijzend naar het verhaal van haar vader.
De kapel bevindt zich op de noordelijke uithoek van de dries. Het pad tot het gebouwtje, alsook de verharding rondom de kapel zijn aangelegd in kasseien. In de dries zijn opnieuw bruine beuken aangeplant tijdens de laatste restauratie in 2019.

## Bedevaart naar Meerbeke
Bij de bedevaart naar Meerbeke werd er steevast haltgehouden bij de Sint-Berlindiskapel.